# 1973 في النرويج
فيما يلي قوائم الأحداث التي وقعت خلال عام 1973 في النرويج.

## أحداث
- 21 يوليو – قضية ليلهامر

## سياسة

### تعيين في المنصب
- 16 أكتوبر – تريغفه براتلي رئيس وزراء النرويج.

### انتهاء فترة المنصب
- 16 أكتوبر – لارس كورفالد رئيس وزراء النرويج.

## مواليد

### يناير
- 8 يناير – هينينغ سولبرغ سائق رالي نرويجي.
- 19 يناير – آن كريستين آرونس لاعبة كرة قدم نرويجية.[1]

### فبراير
- 26 فبراير – أوله غونار سولشار لاعب كرة قدم نرويجي.[2]

### يونيو
- 14 يونيو – هيجي كفيتساند لاعبة كرة يد نرويجية.[3]
- 15 يونيو – توره أندريه فلو لاعب كرة قدم نرويجي.[4]

### يوليو
- 19 يوليو – كريستيان بيرج لاعب كرة يد نرويجي.
- 20 يوليو – هاكون ولي عهد النرويج[5]

### أغسطس
- 19 أغسطس – ميته ماريت ولية عهد النرويج[6]
- 25 أغسطس – راور أوتوغ مخرج أفلام نرويجي.[7]

### أكتوبر
- 16 أكتوبر – توماس ماير لاعب كرة قدم نرويجي.[8]

## وفيات

### يناير
- 31 يناير – ركنر فرش (مواليد 1895) عالم اقتصاد نرويجي.[9]